# Matěj Bárta
Matěj Bárta (* 12. května 1979) je český podnikatel, spolumajitel mezinárodní společnosti M2C.

## Vzdělání, profese a rodina
Vystudoval Policejní akademii České republiky v Praze. Titul Již během studií začal pracovat pro společnost M2C. Svou kariéru ve společnosti zahájil jako manažer, později působil na pozici provozního ředitele. Pozici generálního ředitele zastává od května 2010.
Je členem organizací ASIS, ICSC a Security Club.